# 空軍防空暨飛彈指揮部
空軍防空暨飛彈指揮部（英語：Air Force Air Defense and Missile Command），中華民國空軍防空飛彈砲兵部隊之最高指揮機構，簡稱防空飛彈部、防空部或飛彈指揮部、飛指部，負責策劃與督導空軍防空飛彈砲兵部隊之兵力整建、部署、派遣、戰力整備、陣地配置、任務訓練等，以遂行防空作戰任務，隸屬國防部空軍司令部。編制與兵力將逐步調整，將由軍級升格為軍團級單位。

## 歷史
- 1959年1月3日，中華民國國防部因防衛臺澎金馬地區之重要，「陸軍飛彈第一營」營長張德溥上校率領該營幹部一百五十餘人至美國德州布利斯堡（Fort Bliss）美國陸軍防空學校接受勝利女神飛彈（編號SAM-A-25；後改為MIM-14）的使用技術訓練，於七月六日返回台灣。他們在美受訓期間，曾發射力士型飛彈十二顆，其中有九顆準確地射中目標。
- 1959年8月15日，美國陸軍駐台的第71防空炮兵團（英语：71st Air Defense Artillery Regiment）解編，將飛彈營全部裝備和使用控制權移交給中華民國「陸軍力士飛彈第一營」，使用勝利女神-力士飛彈擔任臺北地區防空任務[2][3]。
- 1960年12月6日，編成「陸軍飛彈第二營」（鷹式飛彈）[4]。

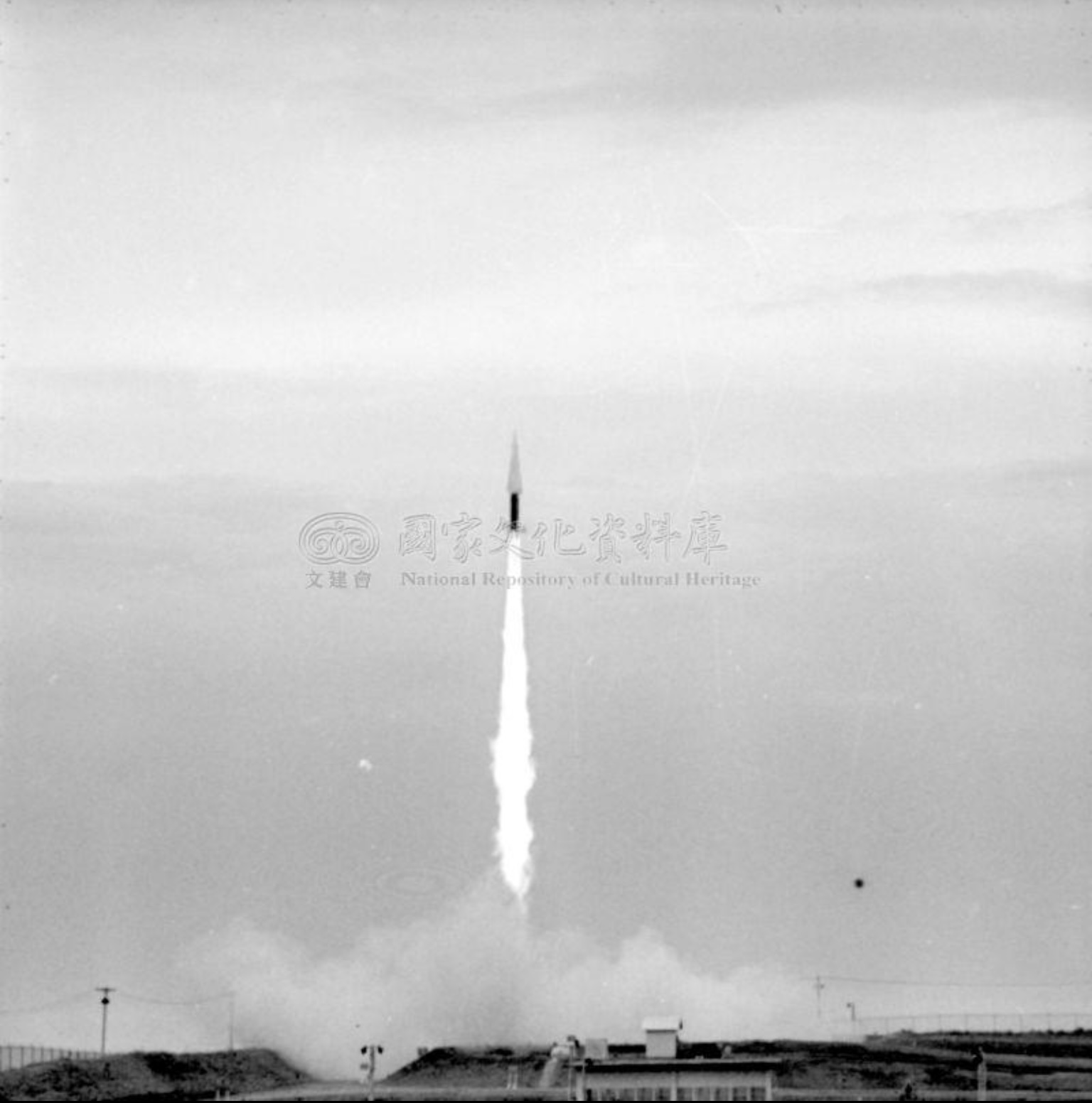
1961年5月20日，陸軍神箭演習，勝利女神-力士飛彈發射的瞬間

- 1961年8月1日，陸軍飛彈第1營改編為飛彈第661營，第2營改編為飛彈第662營。
- 1962年，成立陸軍防空飛彈第605群，下轄飛彈第661、662營、群部連、防空管制隊第1隊。
- 1969年12月29日，增編力士飛彈第663營及防空管制第2隊。
- 1976年2月1日，增編綜合保修第一、二廠提供飛彈系統裝備三級補給保修支援。7月1日，編成飛彈第664營（南寧案）。
- 1978年5月1日，編成飛彈作戰管制組。
- 1979年3月1日，增編飛彈第665營（煉石案）。9月1日，陸軍防空飛彈第605群奉令擴大整編為「陸軍防空飛彈指揮部」，下轄本部連、電子訓練中心、飛彈作戰管制組、靶勤隊，並奉令成立兩個飛彈群（第606、608群）。
- 1981年7月，中山科學研究院成立「天弓計畫室」研發天弓飛彈；1989年9月測試完畢。
- 1982年9月16日，增編飛彈第668營（天蠍案），擔任東臺灣地區防空任務。11月24日，配合國軍兵力部署及陣地配置，奉令調整各飛彈營連番號與隸屬關係。
- 1993年9月30日，自行研發之天弓一型飛彈系統正式整編成軍部署，編成天弓飛彈營並開始擔任戰備。
- 1996年10月1日，向美國採購之愛國者飛彈系統正式整編成軍部署，編成愛國者飛彈營並開始擔任戰備。10月28日，力士飛彈系統正式除役。
- 2004年4月1日，配合國軍「精進案」組織變革，納編中華民國海軍海鋒大隊編成「國防部參謀本部飛彈司令部」直屬國防部參謀本部，擔任制海、防空之作戰任務。
- 2006年1月1日，將飛彈司令部所屬制海、防空部隊移回海軍、空軍，改組整編為「空軍防空砲兵司令部」，下轄3個指揮部、2個飛彈群、1個訓練中心、17個防空砲兵營。[5]3月1日，應國防組織法（精進案）規定，更銜為「空軍防空砲兵指揮部」。
- 2012年2月16日，配合國軍「精粹案」組織變革，國防部從空軍（空軍防空砲兵指揮部）收回陸基中長程防空飛彈部隊的指揮權[6]，以原「飛彈司令部」為母體，整併天弓飛彈、鷹式飛彈及愛國者飛彈等中、高防空飛彈部隊，編成「國防部參謀本部防空飛彈指揮部」。
- 2017年3月1日，「國防部參謀本部防空飛彈指揮部」自國防部參謀本部移編空軍司令部，更銜「空軍防空飛彈指揮部」。9月1日，為統一防空飛彈砲兵部隊指揮體系，「空軍防空飛彈指揮部」和「空軍防空砲兵指揮部」兩個旅級單位合併整編升格為軍級單位，新單位名稱為「空軍防空暨飛彈指揮部」[7]，指揮官改由中將出任，2位副指揮官由少將出任，下轄5個防空旅[8]、1個防空管制中心和1個綜合保修總廠。防空旅旅長和副旅長為上校編階；防空管制中心主任為上校編階，副主任為中校編階；綜合保修總廠廠長為上校編階，副廠長為中校編階，3個綜合保修廠廠長為中校編階；18個防空營，防空營營長為中校編階；60多個防空連，防空連連長為少校編階。
- 2023年6月29日，鷹式飛彈系統全部除役，由天弓三型取代其戰備任務。
- 2024年10月9日，200架劍翔無人機交給空軍防空暨飛彈指揮部使用，劍翔攻擊無人機直線飛行最遠可達超過1,000公里，防空部擴大為攻防一體作戰反制共軍[9][10]。

## 組織

### 編階
防空暨飛彈指揮部設一席中將和二席少將共三位將官編制。
- 空軍防空暨飛彈指揮部（駐臺灣高雄市旗山區）——「神箭部隊」，「忠勇部隊」 
  - 指揮官 一位 空軍中將
    - 副指揮官 二位 空軍少將

  - 參謀長 一位 空軍上校
    - 副參謀長 二位 空軍上校

  - 政戰主任 一位 政戰上校
    - 政戰副主任 一位 政戰上校

  - 督察室主任 一位 空軍上校
    - 督察室副主任 一位 空軍中校

### 下轄單位
- 空軍防空第七九一旅 旅長一位上校
  - 第641、642、643營
- 空軍防空第七九二旅 旅長一位上校
  - 第303、304、613營、綜保二廠
- 空軍防空第七九三旅 旅長一位上校
  - 第501、611、614、631營、綜保三廠
- 空軍防空第七九四旅 旅長一位上校
  - 第502、612、632營、綜保四廠
- 空軍防空第七九五旅 旅長一位上校
  - 第301、302、633營、綜保一廠
- 空軍防空暨飛彈作戰管制中心主任 一位 上校
- 空軍防空暨飛彈綜合保修總廠廠長 一位 上校

## 武器系統
由防空暨飛彈指揮部管轄的中華民國國軍陸基防空戰力，以購自美國的愛國者飛彈以及我國中山科學研究院自主研製的天弓飛彈為骨幹，構成臺灣本島及若干外島、離島的中低空防禦網，以輔助空軍的第一線攔截。此外，媒體推測，其也負責操作對地攻擊的雄風二E巡弋飛彈。

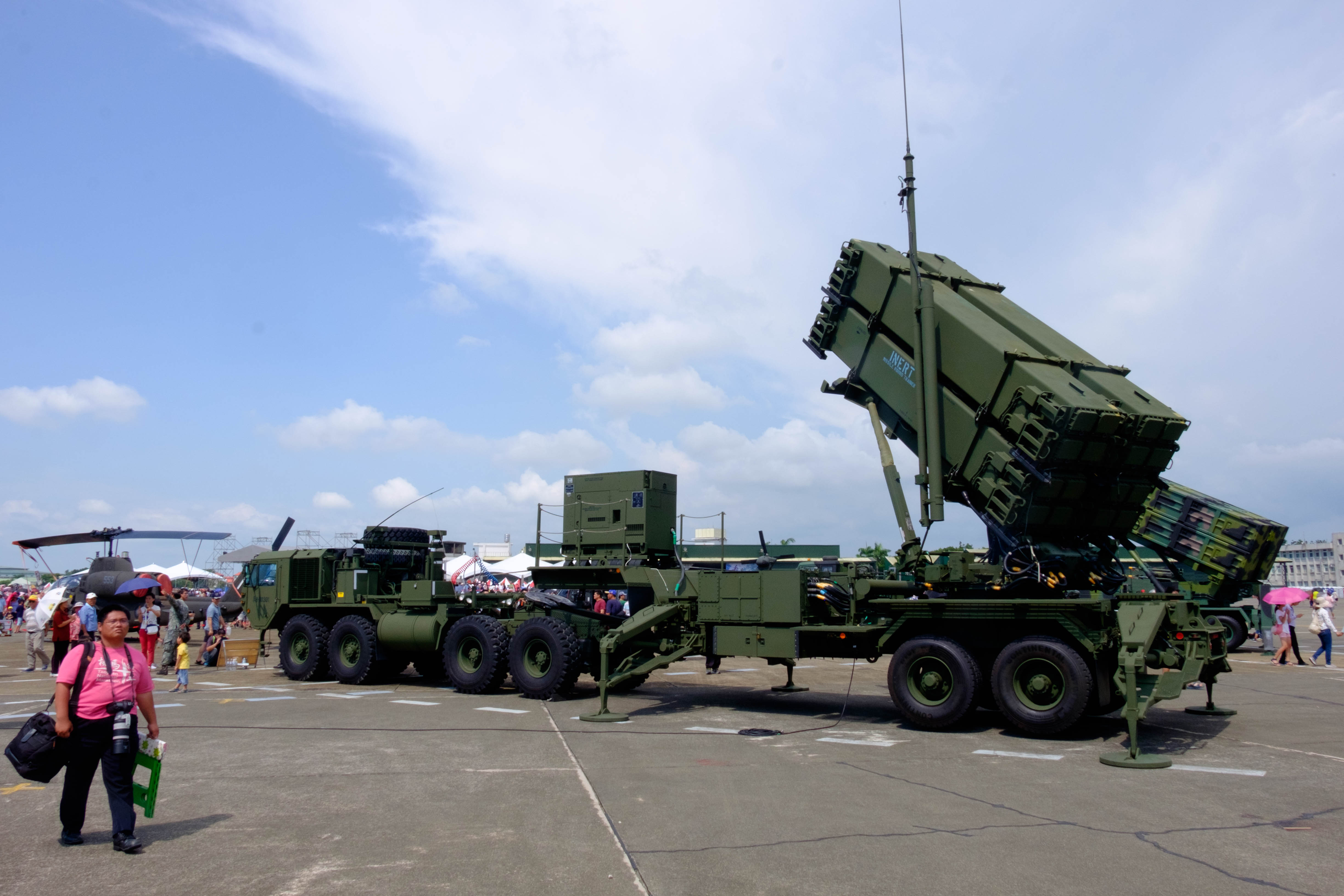
MIM-104愛國者飛彈
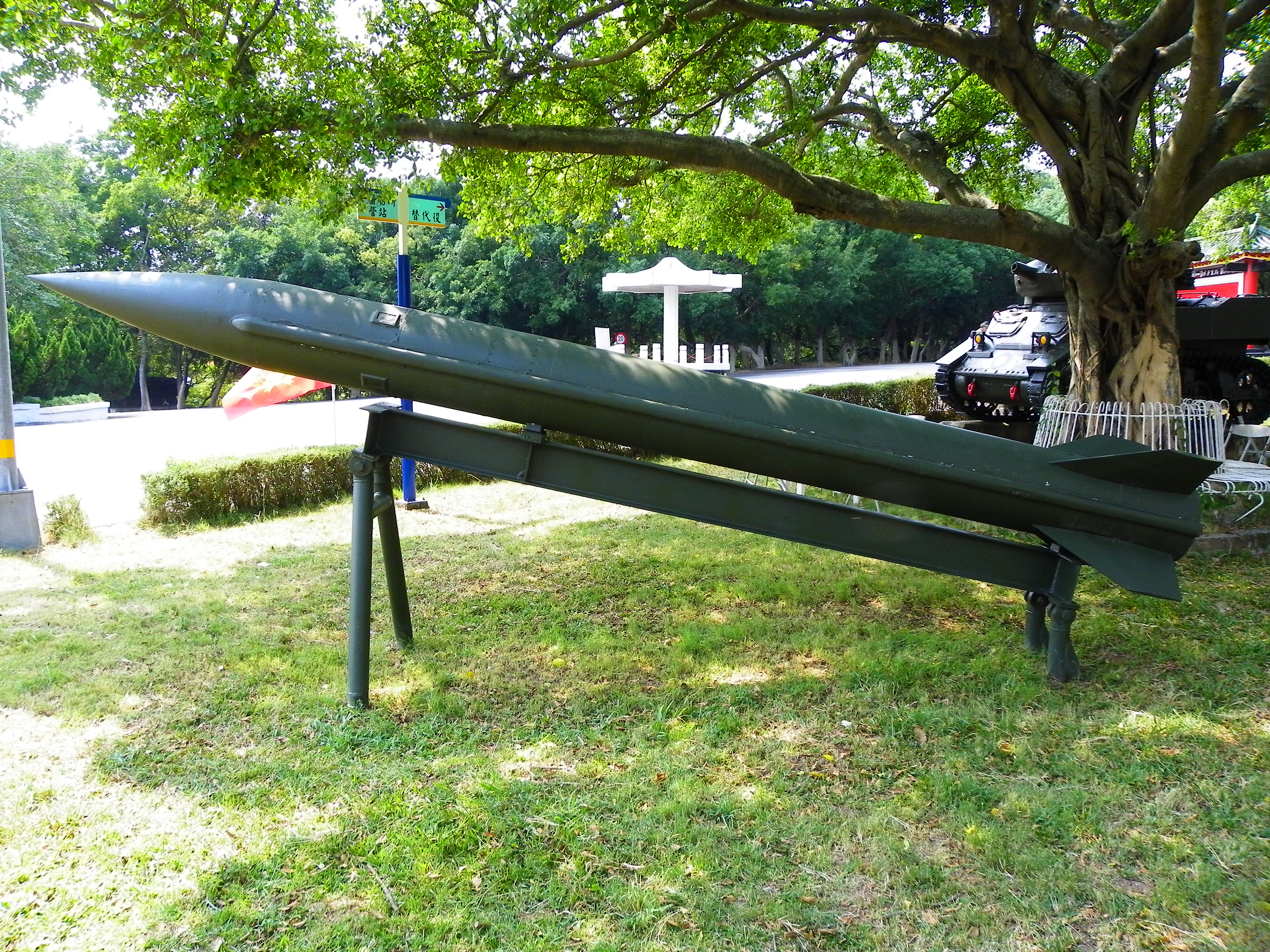
天弓一型防空飛彈
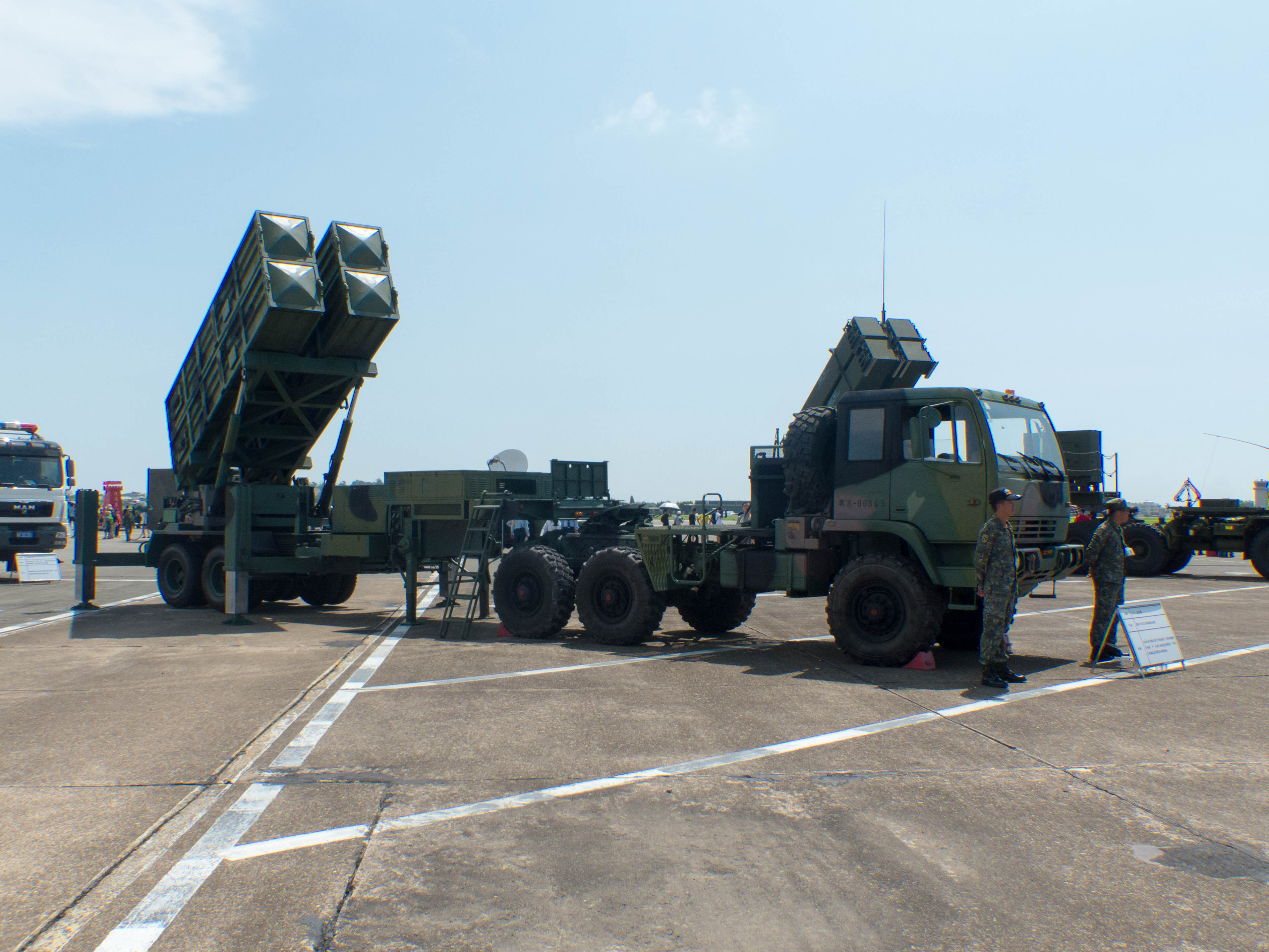
天弓二型防空飛彈
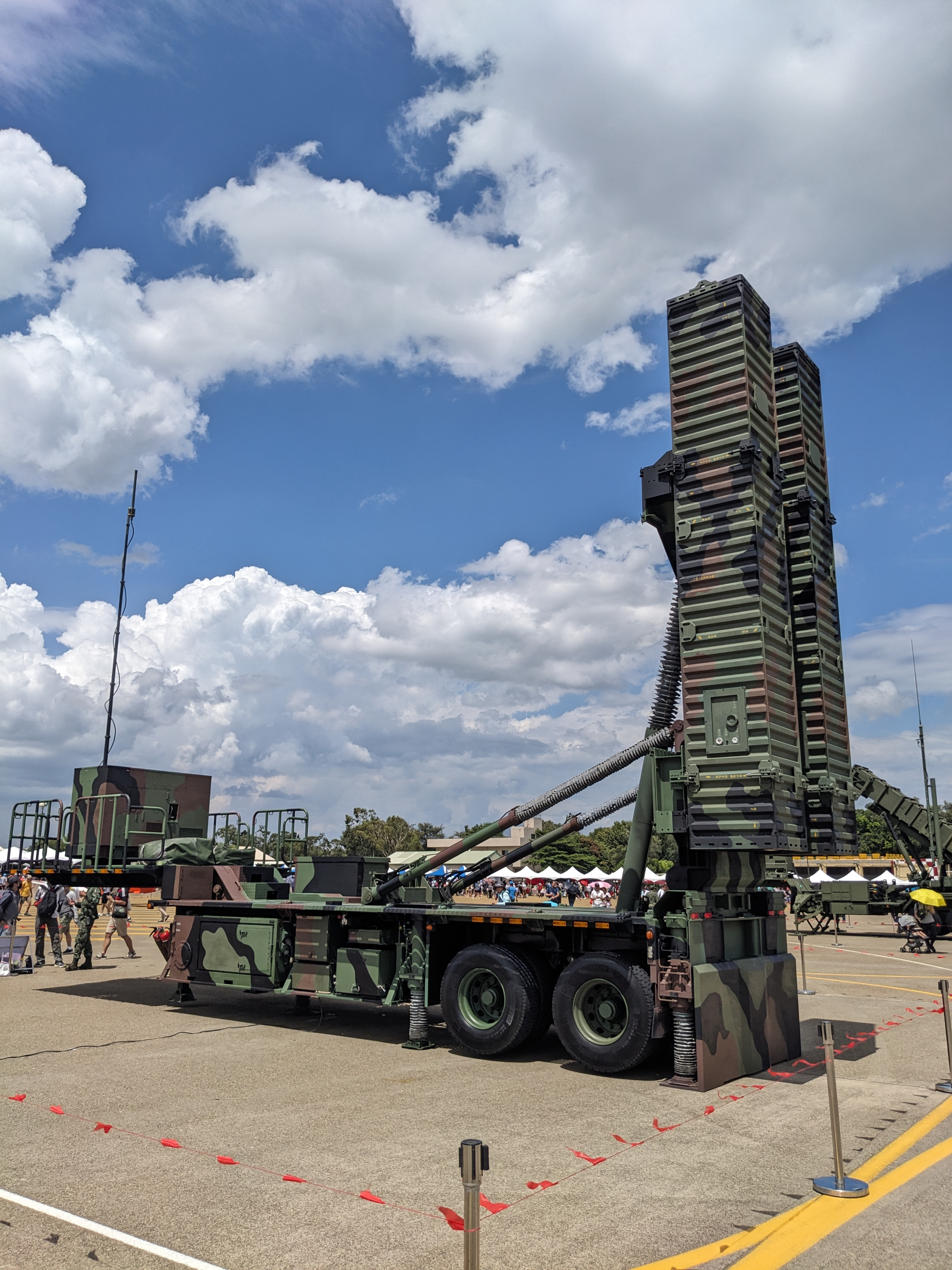
天弓三型防空飛彈
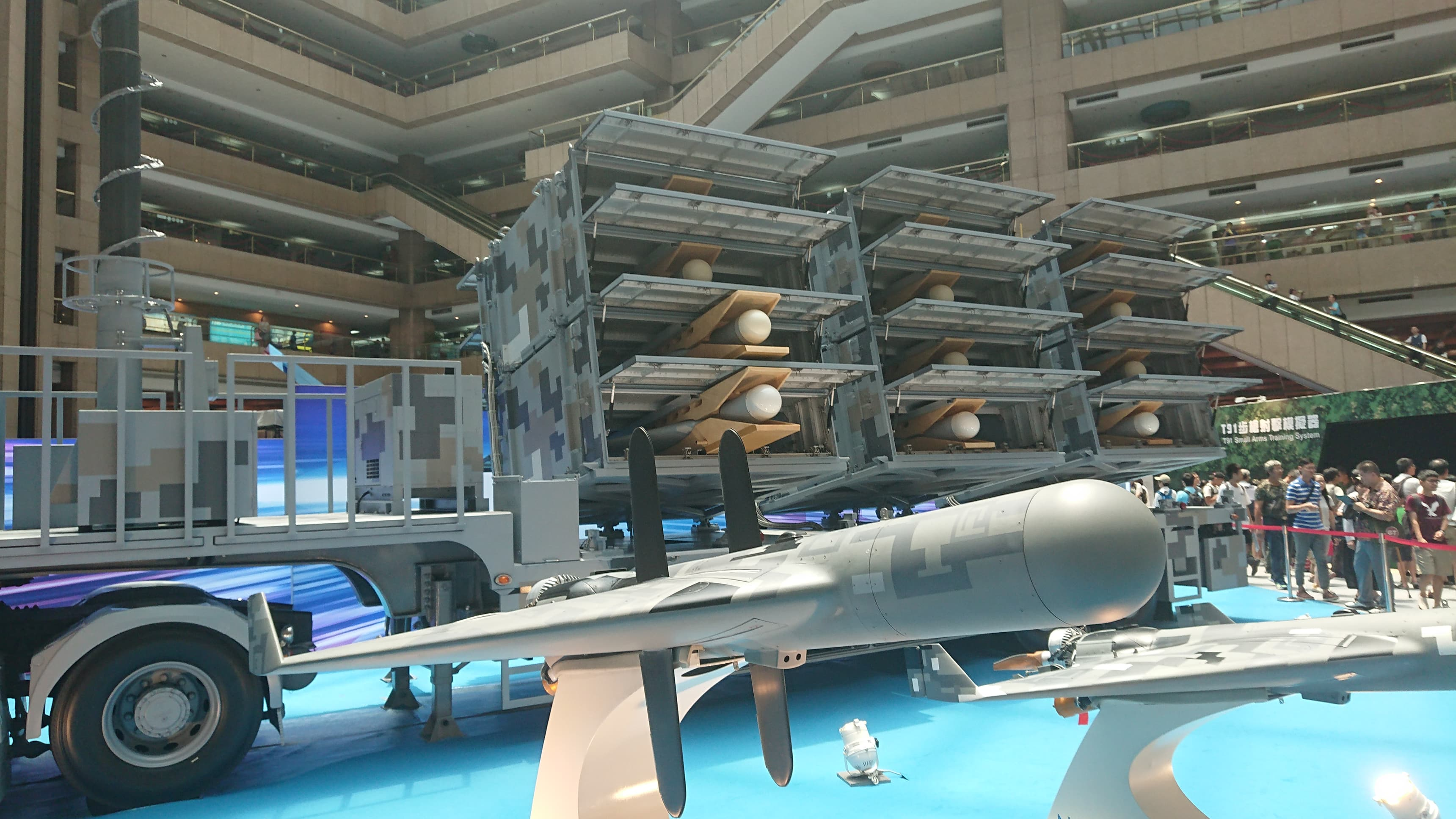
劍翔攻擊無人機

### 國軍MIM-104愛國者飛彈部署概況
目前國軍在臺北地區部署的愛國者飛彈連，是採用愛2及愛3混合部署。國軍6套愛國者3型反彈道飛彈及3套提升型在2021年度就位部署後，國軍不但可以增加及擴大臺灣各地都會區現有反飛彈防禦區域，也能提升射擊單位接戰火力及能力，反彈道飛彈能強化反制高速且低截面積的目標，攔截1,300公里級的戰術導彈，也大幅提升對攜帶生化彈頭導彈的防禦能力。
- 空軍防空飛彈第七九三旅
  - 第六三一營第一連，新北市泰山區神箭營區
  - 第六三一營第二連，新北市新店區神雕營區
  - 第六三一營第三連，臺北市南港區南港營區
  - 第六三一營第四連，桃園市八德區興豐營區
- 空軍防空飛彈第七九五旅
  - 第六三三營第一連，臺中市沙鹿區清泉崗營區
  - 第六三三營第二連，臺中市太平區坪林營區
  - 第六三三營第三連，空軍嘉義基地
- 空軍防空飛彈第七九四旅
  - 第六三二營第一連，屏東縣屏東市大聖東營區
  - 第六三二營第二連，高雄市仁武區考潭營區
  - 第六三二營第三連，臺南市新化區新化營區[14]

### 國軍天弓三型防空飛彈部署概況[15]
- 空軍防空飛彈第七九二旅[16]
  - 第六一三營第一連，宜蘭縣三星鄉紅柴林營區
  - 第六一三營第二連，空軍花蓮基地
  - 第六一三營第三連，空軍臺東志航基地
- 空軍防空飛彈第七九三旅
  - 第六一四營第一連，空軍新竹基地
  - 第六一四營第二連，新北市淡水區神鷹營區
  - 第六一四營第三連，臺中市大肚山營區

### 國軍中程巡弋飛彈、攻擊無人機部署概況
為國軍最強大的飛彈旅級部隊，雄風二E巡弋飛彈、雲峰二型飛彈和劍翔攻擊無人機，射程超過1,000公里到2,000公里不等。
- 空軍防空飛彈第七九一旅

### 空軍防空暨飛彈綜合保修總廠（已裁撤）
- 空軍防空暨飛彈綜合保修第一廠，台中市沙鹿區清泉崗營區
- 空軍防空暨飛彈綜合保修第二廠，臺南市仁德區長安營區
- 空軍防空暨飛彈綜合保修第三廠，新北市泰山區神箭營區
- 空軍防空暨飛彈綜合保修第四廠，花蓮縣花蓮市美崙營區

## 歷任主官
1. 曹文生：陸軍少將；升至二級上將
2. 夏廣建：陸軍少將（－1995年9月30日）
3. 李翔宙：陸軍少將（1995年10月1日－1999年1月31日）；升至二級上將，在任期間中華民國陸軍鑑測時曾獲美軍零缺點評比為全球使用MIM-23鷹式飛彈部隊中，使用效率最好的部隊[17]，擔任鷹式飛彈發射排排長期間，曾創下飛彈測考零扣分紀錄，目前仍無人可破。
4. 谷風泰：陸軍少將
5. 李天翼：空軍中將
6. 陸蔚榮：空軍中將（－2006年12月31日）
7. 彭進明：空軍中將（2007年1月1日－2007年7月15日）；升至二級上將
8. 廖榮鑫：空軍中將（2012年2月1日－2012年6月30日）；升至二級上將
9. 劉孝堂：空軍少將（－2017年8月31日）
10. 謝嘉康：空軍少將（2015年－2017年1月4日）；陸軍轉任
11. 游仁明：空軍少將（2017年1月5日－2017年8月31日）

### 歷任指揮官
| 空軍防空暨飛彈指揮部指揮官 | 空軍防空暨飛彈指揮部指揮官 | 空軍防空暨飛彈指揮部指揮官 | 空軍防空暨飛彈指揮部指揮官 | 空軍防空暨飛彈指揮部指揮官 | 空軍防空暨飛彈指揮部指揮官  | 空軍防空暨飛彈指揮部指揮官 |
| 任次                       | 圖像                       | 姓名                       | 軍種軍階                   | 畢業年班                   | 任期                        | 備註 |
| -------------------------- | -------------------------- | -------------------------- | -------------------------- | -------------------------- | --------------------------- | --- |
| 第1任                      |                            | 范大維                     | 空軍中將                   | 空軍官校 73年班            | 2017年9月1日－2019年8月31日 | 飛指部和防空部合併升格為軍級首任空軍防空暨飛彈指揮部中將指揮官。 |
| 第2任                      |                            | 劉峯瑜                     | 空軍中將                   | 空軍官校 75年班            | 2019年9月1日－2022年5月31日 | 原參謀本部通信電子資訊參謀次長室中將次長。 |
| 第3任                      |                            | 劉孝堂                     | 空軍中將                   | 空軍官校 77年班            | 2022年6月1日－              | 原國防部聯三防空資戰處少將處長調任並晉升中將，曾擔任空軍防空暨飛彈指揮部少將副指揮官及國防大學空軍指揮參謀學院少將院長，為2020年中華民國空軍UH-60M黑鷹直升機墜毀事故5名生還者之一。 |

### 歷任副指揮官
| 空軍防空暨飛彈指揮部副指揮官 | 空軍防空暨飛彈指揮部副指揮官 | 空軍防空暨飛彈指揮部副指揮官 | 空軍防空暨飛彈指揮部副指揮官 | 空軍防空暨飛彈指揮部副指揮官                            | 空軍防空暨飛彈指揮部副指揮官 |
| 姓名                         | 軍種軍階                     | 就職時間                     | 卸任時間                     | 備註                                                    |                              |
| ---------------------------- | ---------------------------- | ---------------------------- | ---------------------------- | ------------------------------------------------------- | ---------------------------- |
| 劉孝堂                       | 空軍少將                     | 2017年9月1日                 | 2018年5月31日                | 調任國防大學空軍指揮參謀學院少將院長                    |                              |
| 游仁明                       | 空軍少將                     | 2017年9月1日                 | 2024年11月13日               | 2024年11月13日少將退伍                                  |                              |
| 陳水成                       | 空軍少將                     | 2018年6月1日                 | 2022年5月31日                | 由原國防部聯三防空資戰處少將處長調任；2022年5月31日退伍 |                              |
| 唐志曜                       | 空軍少將                     | 2022年6月1日                 | 至今                         | 由原空軍第三聯隊少將聯隊長調任                          |                              |
| 魏兆麟                       | 空軍少將                     | 2024年11月14日               | 至今                         | 由原空軍司令部第四聯隊少將聯隊長調任                    |                              |

## 部徽意涵
一、飛鷹圖騰：鷹是精、氣、神的表徵，凸顯本部隊機警、迅速、主動、積極及勇猛的戰鬥精神，將給予來犯敵機致命的一擊，使其聞之喪膽。

二、箭矢圖示：展現我防空部隊各型武器裝備「勇、猛、狠、準」之特性，以揚神箭之威，捍衛國家領空。

三、環形標誌：代表整合及有效運用各種防空武器系統，象徵本部隊協調密切、合作團結、組織嚴密，戰鬥意志高昂，是一支戰無不勝、攻無不克的常勝部隊。

四、外環黃邊：象徵我防空部隊淵遠流長，生生不息、屹立不搖、上下齊心、團結一致的忠勇建軍精神。

五、紅底：代表我全體官兵朝氣蓬勃、犧牲奉獻、捍衛國家、忠貞不二與持續堅強的戰鬥意志。

## 臂章意涵
一、飛鷹圖騰：鷹是精、氣、神的表徵，凸顯本部隊機警、迅速、主動、積極及勇猛的戰鬥精神，將給予來犯敵機致命的一擊，使其聞之喪膽。
二、箭矢圖示：展現我防空部隊各型武器裝備「勇、猛、狠、準」之特性，以揚神箭之威，捍衛國家領空。
三、環形標誌：代表整合及有效運用各種防空武器系統，象徵本部隊協調密切、合作團結、組織嚴密，戰鬥意志高昂，是一支戰無不勝、攻無不克的常勝部隊。
四、外環黃邊：象徵我防空部隊淵遠流長，生生不息、屹立不搖、上下齊心、團結一致的忠勇建軍精神。
五、紅底：代表我全體官兵朝氣蓬勃、犧牲奉獻、捍衛國家、忠貞不二與持續堅強的戰鬥意志。

## 榮譽
- 空軍防空第七九三旅第六二一營第一連榮獲民國108年年度國軍模範團體[19]。

## 外部連結
- 防空飛彈指揮部簡介 （页面存档备份，存于）